# Millstadt
Millstadt és una població dels Estats Units a l'estat d'Illinois. Segons el cens del 2000 tenia 2.794 habitants.

## Demografia
Segons el cens del 2000, Millstadt tenia 2.794 habitants, 1.148 habitatges, i 813 famílies. La densitat de població era de 971,9 habitants/km².
Dels 1.148 habitatges en un 31,8% hi vivien nens de menys de 18 anys, en un 59,1% hi vivien parelles casades, en un 8,9% dones solteres, i en un 29,1% no eren unitats familiars. En el 25,3% dels habitatges hi vivien persones soles el 12,5% de les quals corresponia a persones de 65 anys o més que vivien soles. El nombre mitjà de persones vivint en cada habitatge era de 2,43 i el nombre mitjà de persones que vivien en cada família era de 2,92.
Per edats la població es repartia de la següent manera: un 23,7% tenia menys de 18 anys, un 7,6% entre 18 i 24, un 28,6% entre 25 i 44, un 22,9% de 45 a 60 i un 17,3% 65 anys o més.
L'edat mediana era de 39 anys. Per cada 100 dones de 18 o més anys hi havia 87,5 homes.
La renda mediana per habitatge era de 47.824 $ i la renda mediana per família de 56.378 $. Els homes tenien una renda mediana de 40.893 $ mentre que les dones 27.196 $. La renda per capita de la població era de 21.914 $. Aproximadament el 3,2% de les famílies i el 4% de la població estaven per davall del llindar de pobresa.

## Poblacions més properes
El següent diagrama mostra les poblacions més properes.